# Bundesliga de 1963–64
A 1. Bundesliga alemã de 1963/1964. O campeão do torneio foi o 1. FC Köln e o artilheiro foi Uwe Seeler, com trinta gols marcados.

## Classificação final
01º 1. Fußball-Club Köln 01/07 45

02º Meidericher SV 39

03º Eintracht Frankfurt 39

04º Borussia Dortmund 33

05º VfB Stuttgart 33 

06º Hamburger SV 32 

07º 1860 Munique 31 

08º Schalke 04 29 

09º FC Nürnberg 29

10º Werder Bremen 28 

11º Eintracht Braunschweig 28

12º Kaiserslautern 26 

13º Karlsruher 24 

14º Hertha Berlim 24 

15º Preußen Münster 23 

16º Saarbrücken 17

## Despromovidos
Preußen Münster e Saarbrücken

## Promovidos
Borussia Neunkirchen e Hannover 96

## Artilharia
| Pos. | Nac.     | Jogador             | Clube               | Gols |
| ---- | -------- | ------------------- | ------------------- | ---- |
| 1    | Alemanha | Uwe Seeler          | Hamburger SV        | 30   |
| 2    | Alemanha | Friedhelm Konietzka | Borussia Dortmund   | 20   |
| 3    | Alemanha | Rudolf Brunnenmeier | TSV 1860 München    | 19   |
| 4    | Alemanha | Wilhelm Huberts     | Eintracht Frankfurt | 18   |
|      | Alemanha | Klaus Matischak     | FC Schalke 04       | 18   |
| 6    | Alemanha | Karl-Heinz Thielen  | 1. FC Köln          | 16   |
|      | Alemanha | Heinz Strehl        | 1. FC Nürnberg      | 16   |
|      | Alemanha | Lothar Emmerich     | Borussia Dortmund   | 16   |
| 9    | Alemanha | Christian Müller    | 1. FC Köln          | 15   |
|      | Alemanha | Dieter Höller       | VfB Stuttgart       | 15   |
|      | Alemanha | Gert Dörfel         | Hamburger SV        | 15   |

## Público
|     | Time                   | Público   | por Jogo |
| --- | ---------------------- | --------- | -------- |
| 01. | VfB Stuttgart          | 618.000   | 41.200   |
| 02. | Hamburger SV           | 538.000   | 35.866   |
| 03. | Hertha BSC             | 528.180   | 35.212   |
| 04. | TSV 1860 München       | 511.000   | 34.066   |
| 05. | 1. FC Köln             | 483.194   | 32.213   |
| 06. | Karlsruher SC          | 468.000   | 31.200   |
| 07. | 1. FC Nürnberg         | 445.000   | 29.666   |
| 08. | Meidericher SV         | 401.000   | 26.733   |
| 09. | Eintracht Frankfurt    | 397.000   | 26.466   |
| 10. | Borussia Dortmund      | 355.000   | 23.666   |
| 10. | SC Preußen Münster     | 355.000   | 23.666   |
| 12. | Eintracht Braunschweig | 331.000   | 22.066   |
| 13. | 1. FC Kaiserslautern   | 328.000   | 21.866   |
| 14. | FC Schalke 04          | 321.000   | 21.400   |
| 15. | Werder Bremen          | 293.000   | 19.533   |
| 16. | 1. FC Saarbrücken      | 254.000   | 16.933   |
| –   | TOTAL                  | 6.626.374 | 27.610   |